# خالد آل حمسل
خالد سعد آل حمسل (مواليد 29 يوليو 1991) هو لاعب كرة قدم سعودي لعب سابقاً في نادي حطين.